# Podkrasne
Podkrasne – wieś w Polsce położona w województwie lubelskim, w powiecie zamojskim, w gminie Stary Zamość.
| SIMC    | Nazwa     | Rodzaj    |
| ------- | --------- | --------- |
| 0899182 | Makarówka | część wsi |

Wieś położona przy drodze krajowej nr  ( E372 ).
W latach 1975–1998 miejscowość administracyjnie należała do ówczesnego województwa zamojskiego.
Wieś stanowi sołectwo gminy Stary Zamość. Według Narodowego Spisu Powszechnego Ludności i Mieszkań z roku 2011 wieś miała 194 mieszkańców.

## Historia
Historycznie biorąc, wieś młoda, utworzona około 1950 roku. Pierwszy raz odnotowana w roku 1952 w „Wykazie gromad PRL” według stanu z dnia 1 lipca 1952 roku, Warszawa 1952.